# Laughton, South Kesteven
Laughton är en by i civil parish Aslackby and Laughton, i distriktet South Kesteven, i grevskapet Lincolnshire, i England. Byn är belägen 16 km från Grantham. Laughton var en civil parish fram till 1931 när blev den en del av Aslackby and Laughton och Pointon and Sempringham. Civil parish hade 56 invånare år 1921. Byn nämndes i Domedagsboken (Domesday Book) år 1086, och kallades då Loctone.